# 하을지
하을지(河乙沚, 1318년 ~ ?)는 고려 후기의 문신이다. 본관은 진주(晉州)이다.

## 생애
1344년(충혜왕 복위 5) 과거에 장원 급제하였다. 전공정랑(典工正郎)으로 홍건적의 침입 때 개경을 수복한 공로로 1363년(공민왕 12) 1등공신이 되었다.
1373년 강화만호(江華萬戶)가 되었을 때 왜구가 양천(陽川)을 노략질하고, 한양부(漢陽府)에 이르러 가옥을 불태우고 인민을 죽였는데도 방비하지 못한 책임으로 장형(杖刑)에 처해지고, 봉졸(烽卒)로 유배되었다.
1376년(우왕 2) 전라도원수 겸 도안무사(全羅道元帥兼都安撫使)가 되었다. 재주와 덕행이 없었으며 청렴하지 못하여 권세가에게 뇌물을 주어 관직을 얻자 사림(士林)들이 비루하게 여겼다. 하을지가 왜선 1척을 붙잡으니 우왕이 옷과 술을 하사하였다. 하을지는 정원 이상으로 군사를 징집하고, 연호군(煙戶軍)과 별군(別軍)도 선발하니 많은 민이 본업을 잃었다. 체찰사(體察使) 곽선(郭璇)이 돌아가 왕에게 아뢰니, 하을지는 즉시 파직되고 새로 선발한 두 개의 군대는 그를 대신하여 류영(柳濚)을 원수로 삼았다. 류영이 아직 오지 않았는데도 하을지가 함부로 진주의 전장(田莊)으로 돌아가니, 왜선 20여 척이 그 사이를 틈타 나주를 노략질하고 병선을 불태웠으며 관사와 민호에 불을 지르며 크게 노략질 하였다. 우왕이 노하여 하을지를 잡아다가 순위부(巡衛府)에 가두고 장 100대를 치고 하동현(河東縣)으로 유배 보냈다.
하을지는 곧 석방되어 계림원수(雞林元帥)로 다시 기용되었다. 왜구가 계림에 침입했을 때 일본해도포착관(日本海道捕捉官) 박거사(朴居士)가 전투에 참여했는데 하을지가 지체하며 구원하지 않자 박거사의 군대가 대패하고 살아남은 자는 겨우 50여 명 밖에 되지 않았다.

## 가족
- 증조부 : 하부심(河富深)
  - 조부 : 하식(河湜)
    - 아버지 : 하거원(河巨源)

  - 외조부 : 정향(鄭鄕)